# Djedkarê Isési
Djedkarê Isési (connu en grec sous le nom de Tancheres) est un roi, le huitième et avant-dernier souverain de la Ve dynastie d'Égypte, il règne aux alentours de -2381 à -2353. Djedkarê succéda à Menkaouhor et précéda Ounas. Ses relations avec ces deux pharaons restent incertaines, bien que l'on pense souvent qu'Ounas était le fils de Djedkarê, en raison de la transition en douceur entre les deux.
Djedkarê a probablement connu un règne de plus de quarante ans, ce qui a marqué une nouvelle période dans l'histoire de l'Ancien Empire. Rompant avec une tradition suivie par ses prédécesseurs depuis l'époque d'Ouserkaf, Djedkarê ne construit pas de temple au dieu Soleil Rê, reflétant peut-être la montée d'Osiris au panthéon égyptien. Plus important encore, Djedkarê procède à de vastes réformes de l'administration publique égyptienne. Il réorganise également les cultes funéraires de ses ancêtres enterrés dans la nécropole d'Abousir et réforme le sacerdoce correspondant.
Djedkarê commande des expéditions au Sinaï pour se procurer du cuivre et de la turquoise, en Nubie pour son or et sa diorite et dans le légendaire Pays de Pount pour son encens. L'une de ces expéditions avait ce qui pourrait être le plus ancien exemple de divination oraculaire entrepris pour assurer le succès d'une expédition. Le mot Noub, qui signifie or, pour désigner la Nubie est enregistré pour la première fois sous le règne de Djedkarê. Sous son règne, l'Égypte entretient également des relations commerciales continues avec la côte levantine et fait des raids punitifs à Canaan. En particulier, l'une des premières représentations d'une scène de bataille ou de siège a été retrouvée dans la tombe d'un des sujets de Djedkarê.
Djedkarê est enterré dans une pyramide à Saqqarah nommée Nefer Djedkarê (« Djedkarê est parfait »), qui est maintenant ruinée à cause du vol de pierre dans son enveloppe extérieure dans l'antiquité. La chambre funéraire contenait encore la momie de Djedkarê lorsqu'elle a été fouillée dans les années 1940. L'examen de la momie a révélé qu'il est mort dans la cinquantaine. Après sa mort, Djedkarê fut l'objet d'un culte qui dura au moins jusqu'à la fin de l'Ancien Empire. Il a semblé avoir été tenu en particulièrement haute estime pendant le milieu de la VIe dynastie, dont les pharaons ont prodigué des offrandes riches sur son culte. Des vestiges archéologiques suggèrent que ce culte funéraire a perduré tout au long du Nouvel Empire. Djedkarê a également été considéré par les anciens Égyptiens comme le pharaon du vizir Ptahhotep, le prétendu auteur des Maximes de Ptahhotep, l'une des premières pièces de la littérature philosophique de sagesse.
Les réformes mises en œuvre par Djedkarê sont généralement évaluées négativement dans l'égyptologie moderne car sa politique de décentralisation aurait créé un système féodal virtuel qui aurait transféré beaucoup de pouvoir aux hautes administrations et aux administrations provinciales. Certains égyptologues comme Naguib Kanawati soutiennent que cela aurait fortement contribué à l'effondrement de l'État égyptien pendant la Première Période intermédiaire, soit deux-cents ans plus tard. Ces conclusions sont rejetées par Nigel C. Strudwick, qui affirme que malgré les réformes de Djedkarê, les anciens fonctionnaires égyptiens n'ont jamais accumulé assez de pouvoir pour rivaliser avec celui du roi.

## Famille
Du fait de la rareté des sources et que, dans les titres portés par les membres de la famille royale, le souverain est souvent sous-entendu et non cité directement dans ceux-ci, il est difficile de reconstruire l'arbre généalogique de la famille royale de cette période. Ainsi, les relations liant Djedkarê avec ses prédécesseurs et ses successeurs sont incertaines.

### Ascendance
La filiation de Djedkarê est inconnue ; en particulier sa relation avec ses prédécesseurs Niouserrê et Menkaouhor ne peut être établie. Djedkarê est généralement considéré comme le fils de Menkaouhor. Une autre hypothèse suggère que Djedkarê et Menkaouhor auraient pu être cousins, étant respectivement fils de Niouserrê et Néferefrê. L'identité de la mère de Djedkarê est également inconnue.

### Épouses
Le nom de l'épouse principale de Djedkarê est Setibhor.
Elle possédait un grand complexe pyramidal situé au nord-est de la pyramide de Djedkarê à Saqqarah. Cela pourrait indiquer qu'elle était la mère du successeur de Djedkarê, Ounas. Le statut très élevé de cette reine est suggéré par certaines caractéristiques de son complexe funéraire qui sont autrement réservées aux rois : sa pyramide est complétée par sa propre pyramide satellite, une chaussée menant d'un temple de vallée jusqu'à un temple mortuaire consacré au culte de la reine et avait un hall d'entrée pr-wrw, une cour ouverte et une antichambre carrée,. De plus, certains reliefs montrant la reine ont été remaniés avec insignes et vautours royal ajouté sur sa tête. La construction de la pyramide de la reine ayant apparemment été entreprise après la planification de la pyramide de Djedkarê et son relief ayant été retravaillé, l'égyptologue Klaus Baer suggère que cette reine a pu régner après la mort de Djedkarê, jouant un rôle important dans sa succession. Ceci est rejeté par d'autres égyptologues, comme Michel Baud, en raison du manque de preuves d'une régence ou d'un interrègne entre Djedkarê et Ounas.
L'égyptologue Wilfried Seipel a proposé que cette pyramide était initialement destinée à la reine Mérésânkh IV, que lui et Verner considèrent comme une épouse de Djedkarê. Seipel affirme que Mérésânkh IV a finalement été enterrée dans un plus petit mastaba à Saqqarah-Nord après qu'elle fut tombée en disgrâce. Alternativement, Aidan Mark Dodson et Dyan Hilton ont proposé qu'elle était l'épouse du roi précédent, Menkaouhor.
Il est également possible que Khouit Ire soit l'une de ses épouses. En effet, il s'agit d'une reine de la deuxième moitié de la Ve dynastie et le nom de son royal époux est à ce jour encore inconnu.

### Descendance
Seul un fils de Djedkarê, nommé Néserkaouhor, a été identifié avec certitude, il portait le titre de « fils du roi bien-aimé le plus âgé de son corps »,,. Néserkaouhor portait également le titre d'Iry-pat, montrant qu'il était un membre important de la cour royale, ainsi qu'un titre sacerdotal « Le plus grand des cinq dans le temple de Thot », ce qui suggère qu'il pouvait avoir été un vizir ou avait des occupations semblables.
Outre Néserkaouhor, il existe des preuves indirectes que les princes Rêmkoui et Kaemtjenent, soient fils de Djedkarê,,, d'après la date et la localisation générale de leur tombe à Saqqarah. Par exemple, la tombe de Kaemtjenent mentionne le vizir Rashepses, qui a servi sous le règne de Djedkarê,. Rêmkoui portait aussi le titre de « fils du roi de son corps », presque exclusivement réservé aux vrais princes de sang royal. L'emplacement des tombes de Rêmkoui et de Kaemtjenent a conduit certains égyptologues à croire que les deux princes sont les fils de la reine Mérésânkh IV enterrée à proximité, qui serait ainsi l'une des épouses de Djedkarê. Ces conclusions sont débattues, en particulier dans le cas de Kaemtjenent, dont le titre de « fils du roi » peut avoir été purement honorifique.
Un haut fonctionnaire nommé Isésiânkh aurait pu être un autre fils de Djedkarê, comme le suggère son nom qui signifie « Isési vit ». Cependant, les similitudes dans les titres et les emplacements des tombes d'Isésiânkh et de Kaemtjenent ont conduit les égyptologues à proposer qu'ils pourraient plutôt être frères et fils de Mérésânkh IV, ou que le premier est un fils de ce dernier. Même si Isésiânkh portait le titre de « fils du roi », les égyptologues Michel Baud et Bettina Schmitz soutiennent que cette filiation était fictive, n'étant qu'un titre honorifique.
Enfin, le successeur de Djedkarê, Ounas, aurait été son fils malgré l'absence de certitude sur la question. Le principal argument en faveur de cette filiation est que la succession de Djedkarê à Ounas semble avoir été harmonieuse, comme le suggèrent indirectement, par exemple, les Archives d'Abousir. Des preuves indirectes proviennent également des reliefs de la chaussée d'Ounas, qui montrent de nombreux fonctionnaires portant des noms incorporant Isési, suggérant à tout le moins qu'Ounas n'a pas perçu Djedkarê comme un antagoniste,,. De plus, le cartouche d'Ounas retrouvé sur des vestiges de relief du temple mortuaire de la reine anonyme enterrée aux côtés de Djedkarê à Saqqarah semble démontrer le lien étroit qui lie les deux souverains.
Plusieurs filles de Djedkarê ont été identifiées par le titre de « fille du roi de son corps » et la date générale de leur tombe. Il s'agit notamment de Khekeretnebti, dont la filiation est clairement indiquée par son autre titre de « Bien-aimée d'Isési », Meret-Isési, Hedjetnebou, et Nebtyemnéferès. Moins certaine est la filiation de Kentkhaous, épouse du vizir Senedjemib Mehi, qui portait le titre de « fille du roi de son corps ». On se demande si ce titre indique une véritable filiation ou s'il s'agit seulement d'un titre honorifique.

## Règne

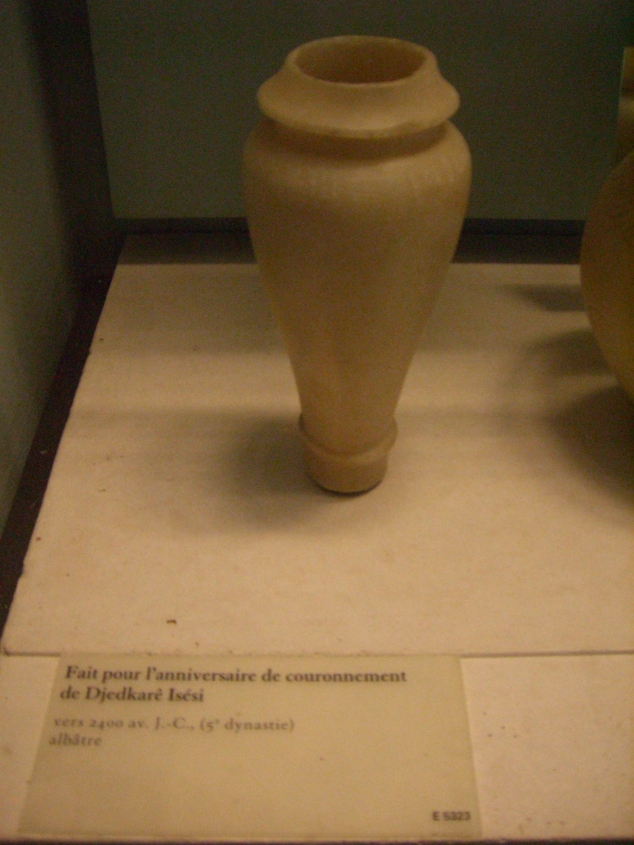
Vase en albâtre réalisé à l'occasion de la fête jubilaire de Djedkarê Isési - Musée du Louvre

### Durée de règne
Le papyrus de Turin lui donne vingt-huit années de règne, tandis que Manéthon lui en donne quarante-quatre. La date attestée la plus élevée concernant son règne est celle du vingt-deuxième recensement, date relevée sur un des papyri découverts à Abousir. Or ces recensements du bétail n'étaient pas effectués annuellement à l'Ancien Empire, mais tous les ans et demi voire tous les deux ans. Sur cette base, les égyptologues sont donc plus enclins à suivre l'assertion de Manéthon, d'autant qu'on connaît une mention d'une Fête-Sed, inscrite sur un vase en albâtre au nom de Djedkarê, jubilé qui était traditionnellement réalisé au bout de la trentième année de règne.

### Nouvelle époque?
Le règne de Djedkarê annonce une nouvelle période dans l'histoire de l'Ancien Empire,. Tout d'abord, il n'a pas construit de temple solaire, contrairement à ses prédécesseurs qui l'avaient fait depuis l'époque d'Ouserkaf, quelque quatre-vingt ans auparavant, marquant apparemment le pas avec la théologie héliopolitaine,,. Cela pourrait être dû à la place plus importante d'Osiris dans l'histoire, en comparaison du dieu Soleil Rê à la fin de la cinquième dynastie,,,. La montée d'Osiris correspond à des changements dans le rôle du roi par rapport à la société égyptienne en général, en particulier le roi perd son rôle de seul garant de l'au-delà, qui devient maintenant disponible au-delà du cercle royal immédiat. Cela démythologise la position du roi et, comme l'écrit l'égyptologue Hans Goedicke, le rend pleinement humain tout en restant socialement dominant. L'importance du culte d'Osiris se manifeste lorsque les textes de la pyramide d'Ounas sont inscrits quelques décennies plus tard,. Dans ce contexte, il convient peut-être de noter que la seule statue de Djedkarê connue fut découverte dans les ruines du temple d'Osiris, à Abydos. Une autre manifestation des vents du changement pendant le temps de Djedkarê sur le trône est la confirmation du déplacement de la nécropole royale d'Abousir, où elle était depuis le règne de Sahourê, à Saqqarah, où Menkaouhor, Djedkarê et son successeur, Ounas, ont construit leurs pyramides. L'abandon d'Abousir en tant que nécropole royale et la fin de la construction du temple du soleil sont peut-être liés étant donné l'association étroite entre les deux depuis le règne d'Ouserkaf.
Malgré tout, l'abandon est relatif ; en effet, les archives découvertes dans les temples funéraires de Néferirkarê Kakaï, Khentkaous II et Néferefrê, ancêtres probables de Djedkarê, datent pour la plupart de son règne. Sur ces papyri ont été consignées des listes de prêtres en service à cette époque ainsi que leur fonction mais ce sont surtout les décrets réformant les cultes et assurant l'approvisionnement des temples qui retiennent l'attention des historiens. Enfin, on notera également qu'une partie des courtisans et de la famille royale a été enterrée à Abousir au sud de la chaussée du complexe funéraire de Niouserrê, dont les mastabas ont été mis au jour récemment et permettent d'éclairer un peu plus le règne alors que d'autres membres de la famille de Djedkarê sont eux inhumés à Saqqarah dans une nécropole qui s'étend au nord de l'enceinte de Djéser entre le complexe funéraire d'Ouserkaf fondateur de la dynastie et le mastaba d'Akhethétep et de Ptahhotep.

### Activités architecturales
La principale activité de construction entreprise sous le règne de Djedkarê fut la construction de son complexe pyramidal à Saqqarah. Djedkarê a également achevé ou entrepris des travaux de restauration dans le complexe funéraire de Niouserrê à Abousir, comme l'indique une inscription désormais endommagée, qui doit avoir détaillé les activités de Djedkarê sur le site,. D'autres travaux de construction ont eu lieu à Abousir durant la seconde moitié du règne de Djedkarê à la suite de la curieuse décision des membres de la famille royale d'y être enterrés plutôt que près de la pyramide de Djedkarê à Saqqarah. Un groupe de mastabas fut ainsi construit pour la princesse Khekeretnebti et sa fille Tisethor, la princesse Hedjetnebou, les courtisans Mernefu et Idu, qui fut enterré avec sa femme Khenit, et le prince Néserkaouhor,.
Djedkarê a également entrepris des activités de construction en relation avec sa Fête-Sed, comme l'indique un décret qu'il a envoyé à son vizir Senedjemib Inti l'année du 16e recensement du bétail, le félicitant pour son travail. Le décret mentionne la construction d'une grande cour rectangulaire ou d'un lac artificiel, pour le jubilé du roi, d'environ mille coudées de long et quatre-cents coudées de large, soit environ 525 × 231 m (1 722 × 758 pieds),,. La cour se trouvait dans l'enceinte d'un palais construit pour les cérémonies de la Fête-Sed, qui se trouvait probablement à proximité de sa pyramide,. Un autre décret adressé à Senedjemib Inti et plus tard inscrit sur les murs de son mastaba enregistre la décoration d'une chapelle d'Hathor dans le palais du roi. Cette chapelle a probablement été construite sous son règne.
Djedkarê a peut-être laissé certains de ses monuments inachevés à sa mort, comme le suggèrent plusieurs blocs en relief portant son nom et qui ont été retrouvés réutilisés dans la pyramide du roi Ounas. Leur monument d'origine reste inconnu.

### Activités hors des frontières

#### Expéditions dans les mines et carrières
Trois ou quatre inscriptions rupestres datant du règne de Djedkarê ont été trouvées dans le Ouadi Maghara dans le Sinaï, où des mines de cuivre et de pierres semi-précieuses ont été exploitées dans l'Ancien Empire, de la IVe à la VIe dynastie. Ces inscriptions font état de trois expéditions envoyées à la recherche de turquoise : la plus ancienne, datée du troisième ou du quatrième décompte des bovins, correspondant peut-être à la sixième ou à la huitième année du règne de Dejdkarê, rappelle explicitement l'arrivée des mineurs sur les collines de la turquoise après avoir reçu une autorité divine pour trouver les pierres semi-précieuses dans les écrits du dieu lui-même, [comme on peut en juger] dans la grande cour du temple Nekhenrê,. Cette phrase pourrait indiquer la plus ancienne trace connue d'une divination oraculaire entreprise pour assurer le succès de l'expédition avant son départ, Nekhenrê étant le temple solaire d'Ouserkaf. Une autre inscription datant de l'année du neuvième recensement des bovins - peut-être la 18e année de Djedkarê sur le trône - montre le roi soumettant toutes les terres étrangères. Frapper le chef du pays étranger,. L'expédition qui a laissé cette inscription comprenait plus de 1 400 hommes et fonctionnaires de l'administration,. Certains égyptologues ont proposé que ces hommes aient également été envoyés à la mine de cuivre,.
Ces expéditions ont quitté l'Égypte depuis le port d'Ain Sukhna, sur la rive ouest du golfe de Suez, comme le révèlent les papyri et les sceaux portant le nom de Djedkarê trouvés par Pierre Tallet sur le site,. Le port comprenait de grandes galeries creusées dans le grès qui servaient de logement et de lieu de stockage. Sur le mur d'une de ces galeries a été inscrit un texte mentionnant encore une autre expédition sur les collines de turquoise l'année du septième comptage du bétail - probablement la 14e année de règne de Djedkarê,. Début 2018, plus de 220 sceaux d'argile portant le serekh de Djedkarê ont été découverts à Edfou dans le sud de la Haute-Égypte. Ces sceaux ont été trouvés en étroite association avec du minerai de cuivre, des poteries nubiennes, les vestiges de deux grands bâtiments et une colonie. Edfou, appelé Behdet par les anciens Égyptiens, fut probablement le lieu de départ des expéditions minières envoyées dans le désert oriental et la mer Rouge sous le règne de Djedkarê. Ces expéditions ont été entreprises par un groupe spécial de prospecteurs, appelés les sementiu, qui étaient sous les ordres d'un fonctionnaire de l'administration envoyé par le roi de Memphis à Edfou.
Au sud de l'Égypte, Djedkarê a envoyé au moins une expédition dans les carrières de diorite situées à 65 km au nord-ouest d'Abou Simbel,. Djedkarê n'a pas été le premier roi à le faire, car ces carrières étaient déjà exploitées sous la IVe dynastie et continuèrent de l'être sous la VIe dynastie et plus tard, dans la période du Moyen Empire.
Djedkarê a probablement aussi exploité des mines d'or dans le désert oriental et en Nubie : en effet, la première mention du pays de l'or - un terme égyptien ancien pour Nubie - se trouve dans une inscription du temple mortuaire de Djedkarê.

#### Commerce international
Pendant le règne de Djedkarê, l'Égypte a entretenu des relations commerciales avec le Levant, peut-être jusqu'en Anatolie au nord. Un sceau cylindrique en or portant le serekh de Djedkarê et le cartouche de Menkaouhor est maintenant exposé au Museum of Fine Arts de Boston),. Le sceau, dont l'or pourrait provenir de la vallée du Pactole en Anatolie occidentale, pourrait témoigner de contacts commerciaux de grande envergure au cours de la Ve dynastie,, mais sa provenance reste invérifiable,.
Les contacts commerciaux avec Byblos, sur la côte de l'actuel Liban, sont suggérés par un vaisseau en pierre fragmentaire déterré dans la ville et portant l'inscription Roi de Haute et Basse Égypte, Djedkarê [vivant] à jamais,. Une inscription biographique découverte dans la tombe d'Iny, un fonctionnaire de la VIe dynastie, fournit des preuves supplémentaires pour une expédition égyptienne à Byblos sous le règne de Djedkarê. L'inscription d'Iny relate ses voyages pour se procurer du lapis-lazuli et du plomb ou de l'étain pour le pharaon Mérenrê Ier, mais commence par raconter ce qui a dû être des événements similaires se déroulant sous Djedkarê.
Par l'autobiographie d'Hirkhouf, nomarque d'Assouan sous le règne de Pépi II, on sait également qu'une expédition au cœur du continent africain a eu lieu.
Au sud de l'Égypte, Djedkarê a également envoyé une expédition dans le légendaire Pays de Pount pour se procurer la myrrhe utilisée comme encens dans les temples égyptiens. L'expédition au Pays de Pount est mentionnée dans la lettre de Pépi II à Hirkhouf, nomarque d'Assouan, environ cent ans plus tard. Hirkhouf avait rapporté qu'il ramènerait un « nain des danseurs du dieu de la terre des habitants de l'horizon ». Pépi II mentionne que le porteur de phoque du dieu Ouerdjededkhnoum était revenu du Pays de Pount avec un nain sous le règne de Djedkarê et avait été richement récompensé. Le décret mentionne que « Ma Majesté fera pour vous quelque chose de plus grand que ce qui a été fait pour le porteur de phoque du dieu Ouerdjededkhnoum sous le règne d'Isési, reflétant l'aspiration de Ma Majesté à voir ce nain ». L'expédition de Djedkarê au Pays de Pount est également mentionnée dans un graffiti contemporain trouvé à Tumas, une localité de Basse-Nubie à 150 km au sud d'Assouan, où le cartouche d'Isési fut découvert.

#### Guerres
Toutes les relations entre l'Égypte et ses voisins n'ont pas été pacifiques sous le règne de Djedkarê. En particulier, l'une des premières représentations connues d'une bataille ou d'une ville assiégée se trouve dans la tombe d'Inti, un fonctionnaire du 21e nome de la Haute-Égypte, qui vivait à la fin de la Ve dynastie,. La scène montre des soldats égyptiens escaladant les murs d'une forteresse du Proche-Orient sur des échelles,. Plus généralement, les anciens Égyptiens semblent avoir régulièrement organisé des raids punitifs à Canaan à la fin de l'Ancien Empire mais n'ont pas tenté d'y établir une domination permanente. Des campagnes de pacification en Nubie semblent avoir été menées.

### Réformes administratives
Durant son règne, Djedkarê a procédé à d'importantes réformes de l'administration de l'État et du sacerdoce, en particulier en ce qui concerne les cultes funéraires de la nécropole d'Abousir. Ces évolutions se traduisent par des changements dans les titres sacerdotaux et, plus largement, dans le système de classement des titres des hauts fonctionnaires, qui a été modifié pour la première fois de son existence. Par exemple, le sacerdoce des pyramides royales a été réorganisé, avec Djedkarê changeant peut-être les titres et fonctions des prêtres de prêtre du roi à prêtre de la pyramide, bien que ce changement ait pu avoir lieu plus tôt, sous Niouserrê. Les princes de sang royal peuvent à nouveau détenir des titres administratifs, une prérogative qu'ils avaient perdue au début de la Ve dynastie. En même temps, les vizirs pouvaient désormais porter les titres prestigieux d'Iry-pat et de Haty-a et, en tant que surveillant des scribes royaux, ils devinrent les chefs de l'administration scribale. Au moins un vizir, Seshemnefer III, portait même le titre de « fils du roi de son corps », l'un des titres les plus distingués à l'époque et normalement réservé aux princes de sang royal. Pourtant, ni le père de Seshemnefer III ni sa mère ne semblent avoir appartenu à la famille royale. Pendant la période allant du règne de Djedkarê à celui de Téti, les vizirs étaient en outre responsables de l'armement de l'État, à des fins militaires et autres. À la suite des réformes entreprises par Djedkarê, trois vizirs seront en fonction en même temps : deux dans la région memphite et un dans le sud, le gouverneur de Haute Égypte, avec un siège à Abydos. Au total, six vizirs ont été nommés sous le règne de Djedkarê.
Les fonctionnaires de rang inférieur perdirent le pouvoir à la fin de la Ve dynastie et se limitèrent souvent à ne détenir qu'un seul titre élevé, ce qui constituait un changement par rapport à la période précédente. Entre le règne de Djedkarê et celui de Téti, les fonctions de surveillant du grenier et de surveillant du trésor disparaissent des archives, tandis que des hommes de statut inférieur prennent la tête de l'administration judiciaire. Par conséquent, les vizirs ont concentré plus de pouvoir qu'avant tandis que les échelons inférieurs de l'administration d'État ont été réduits. Dans le même temps, la taille de l'administration provinciale a été augmentée et elle est également devenue plus autonome par rapport au gouvernement central. En particulier, les nomarques étaient responsables dans leurs provinces de l'exécution des travaux menés jusqu'alors par les fonctionnaires memphites.

### Un règne grandiose?
Par ailleurs, plusieurs récits postérieurs au règne font état de la période comme étant une ère de félicité, ce qui cadre bien avec la production artistique de l'époque qui atteint un de ses apogées. On citera notamment les reliefs retrouvés dans les mastabas de trois des vizirs de Djedkarê, Akhethétep, Ptahhotep et Rachepsès, qui figurent parmi les chefs-d'œuvre de la nécropole de Saqqarah.
Sous son règne, on assiste à une multiplication à la fois des titres et du nombre de courtisans du palais. Certains font figurer dans leur tombe de véritable biographie nous renseignant sur les faits du règne comme celle d'Itush ou de Gemni à Saqqarah. On possède également trois lettres du roi adressées à certains de ses plus proches ministres, insigne honneur que les intéressés ne manquèrent pas de faire figurer en bonne place sur les murs de leur mastaba :
- une dans le mastaba déjà cité de son vizir Rachepsès à Saqqarah ;
- deux dans le mastaba d'un autre de ses vizirs Senedjemib Inti cette fois à Gizeh[105].

C'est pendant cette période également que les maximes sapientiales de Ptahhotep, conservées sur le papyrus Prisse, auraient été rédigées.

## Sépulture

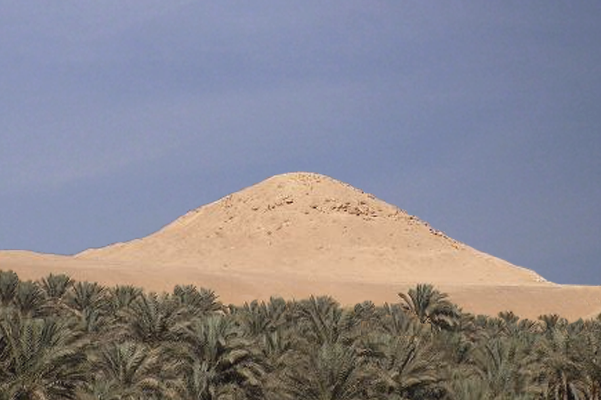
Ruines de la pyramide de Djedkarê Isési à Saqqarah

Djedkarê choisit donc de retourner à Saqqarah pour édifier sa pyramide rompant avec le site d'Abousir choisi par ses prédécesseurs comme nécropole royale. À bien des égards, ce complexe fait figure de modèle pour les ensembles funéraires royaux qui suivront tant dans l'architecture du temple funéraire que dans celle des appartements funéraires royaux dont le nombre de pièces et les proportions se « standardisent ». Au nord de la pyramide royale une pyramide secondaire a été dégagée avec son propre complexe funéraire complet étroitement lié à celui de Djedkarê.

## Culte funéraire

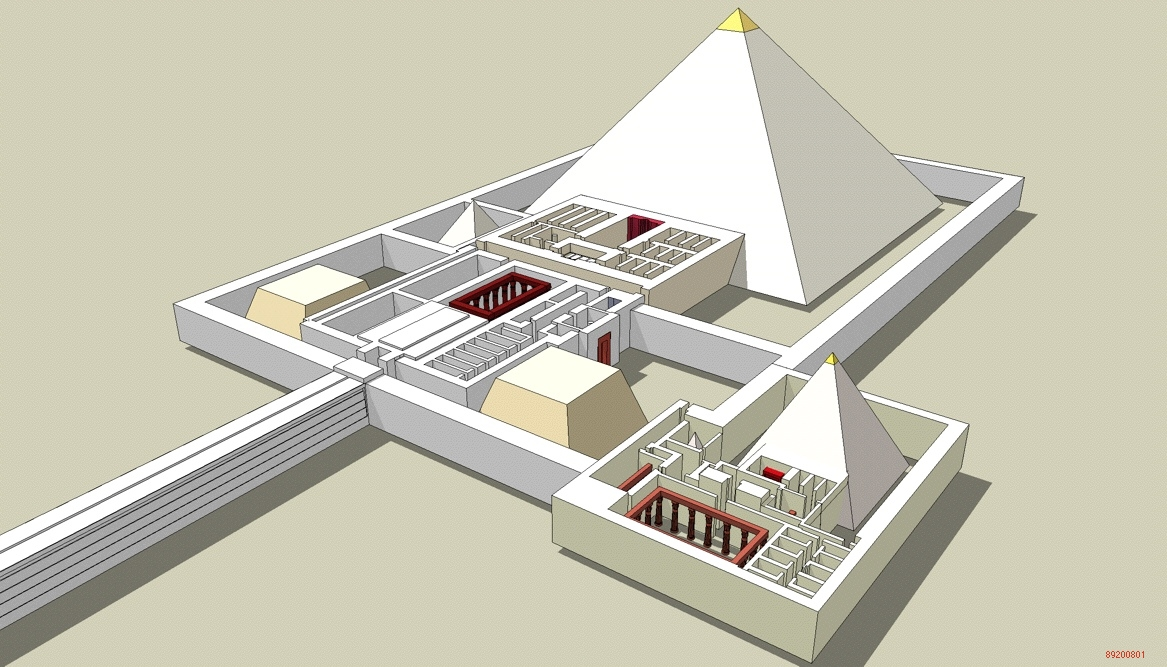
Plan de la pyramide de Djedkarê

### Ancien Empire
Djedkarê fut l'objet d'un culte funéraire établi à sa mort et qui dura jusqu'à la fin de l'Ancien Empire près de deux-cents ans plus tard. Les provisions pour ce culte ont été produites dans plusieurs domaines agricoles mis en place sous le règne de Djedkarê. Les noms de certains de ces domaines ont été retrouvés inscrits sur les murs des tombes de ses courtisans : Rê désire que vit Isési, Heqa désire qu'Isési vive , Parfait de l'émulation est Isési, Le vaisseau menza de Djedkarê, Parfait des faveurs est Isési, Seshat fait vivre Isési, Le Ka d'Isési est avant tout, le Dominion appartient à Izezi, l'œuvre du commandement d'Isési, Bastet souhaite qu'Isési vive, Horus perpétue Isési, les offrandes d'Isési et Isési est celui qui aime la vie.
Djedkarê semble avoir été tenu en haute estime pendant la sixième dynastie. Par exemple, Mérenrê Ier a choisi de placer son complexe pyramidal près de celui de Djedkarê. De plus, la pierre de Saqqarah-Sud, une année royale datant du règne de Mérenrê Ier ou de son successeur Pépi II, témoigne des riches offrandes faites à Djedkarê au nom du roi,,. On estime que 92 % du texte inscrit sur la pierre a été perdu lorsqu'il a été grossièrement poli pour être réutilisé comme couvercle de sarcophage, peut-être à la fin de la Première Période intermédiaire ou au début du Moyen Empire.
Plus généralement, une tradition historique ou littéraire concernant les événements du temps de Djedkarê semble s'être épanouie vers la fin de l'Ancien Empire comme on peut le déduire des tombes de Hirkhouf et Iny. Ces deux fonctionnaires étaient chargés des expéditions à l'étranger - Pount et Byblos - sous Mérenrê Ier et Pépi II, et tous deux se rapportent à des expéditions similaires qui ont eu lieu à l'époque de Djedkarê.

### Nouvel Empire
Le culte funéraire de Djedkarê a connu un renouveau pendant le Nouvel Empire. Pour la première partie de cette période, la meilleure preuve en est la liste des rois de Karnak, une liste des rois commandée par le pharaon Thoutmôsis III. La liste ne se voulait pas exhaustive, elle donnait plutôt les noms des ancêtres de Thoutmôsis III qu'il voulait honorer en leur dédiant des offrandes.
À la fin du Nouvel Empire, un relief de la tombe située à Saqqarah du prêtre Mehou, datant de la XIXe ou de la XXe dynastie, montre trois dieux auxquels plusieurs pharaons décédés sont confrontés. Ce sont Djéser et Sekhemkhet, de la IIIe dynastie et Ouserkaf, fondateur de la Ve dynastie. Il est suivi d'un quatrième roi dont le nom est abîmé mais qui se lit souvent Djedkarê ou, beaucoup moins probablement, Chepseskarê. Le soulagement est une expression de piété personnelle de la part de Mehou, qui a prié les anciens rois de le recommander aux dieux.